# Pretty.Odd.
Pretty. Odd. es el segundo álbum de estudio de la banda de rock Panic! at the Disco. Fue lanzado en el Reino Unido el 24 de marzo de 2008, en Estados Unidos el 25 de marzo de 2008 y el 29 de marzo en Australia. Su primer sencillo es "Nine in the Afternoon". En la primera semana vendió 139 000 copias.

## Producción
Panic! at the Disco empezó a crear el sucesor de A Fever You Can't Sweat Out después de irse de gira por dos años, sin nuevo material que presentar. En enero del 2007 la banda entró en una etapa de "hibernación" en una cabaña en el monte Charleston, en Nevada, mientras escribían nuevo material para los siguientes seis meses, para un lanzamiento planeado en otoño del 2007. El 7 de julio del 2007 interpretaron la canción It's True Love en vivo durante la primera interpretación desde irse a escribir, aunque más tarde esa noche, la banda decidió que no les gustaba la dirección que estaba tomando su música y descartaron todas las canciones que habían escrito (que era apenas 3/4 de un álbum, habiendo acabado ya las grabaciones).
Un mes después Panic introdujo dos nuevas canciones, tentativamente llamadas "Middle of Summer" (después cambiada a "When the Day Met the Night") y "Nine in the Afternoon". En diciembre, una parte de "Nine in the Afternoon" fue tocada en un episodio del programa de televisión Cautionary Tales. Panic! empezó mercadotecnia colocando acertijos en su página web oficial. Durante cerca de dos semanas el acertijo daba pedazos de una canción desconocida, junto con el mensaje "No tienen de qué preocuparse..." ("You don't have to worry..."). El 1 de enero del 2008, los pedazos finalmente revelaron ser parte de la nueva canción llamada "We're So Starving". Una versión de esta canción fue lanzada para ser escuchada en su MySpace, pero después fue sacada con el lanzamiento de "Nine in the Afternoon". Una revisión de la revista NME fue publicada en internet con descripciones de cada canción, mostrando la dirección inmensamente diferente en que Panic! había llevado a su nuevo álbum.
La banda anunció el título de su nuevo álbum, Pretty. Odd. (que viene de una línea de la canción "That Green Gentleman":"Things are shaping up to be Pretty Odd/ Little deaths in musical beds") a través de su página web el 9 de enero, y quitaron el "!" de su nombre al mismo tiempo. Respondieron a esto diciendo: "Hemos cambiado el signo de exclamación por algunos puntos". Anunciaron el día siguiente que estarían encabezando el Honda Civic Tour apoyando el álbum. La banda entonces empezó un segundo acertijo el 17 de enero, retando a los fanes a encontrar las partes de las partes del acertijo por páginas relacionadas con Panic, para descubrir la portada del álbum. La portada fue mostrada oficialmente el 22 de enero; cuatro días después, se escondió la lista de canciones del álbum ofreciendo una recompensa para las tres personas que encontrarán los 15 títulos de las canciones primero. Fue completado más tarde ese mismo día.
El 28 de enero hubo ganadores. Ese mismo día, la banda puso la versión final de "Nine in the Afternoon" en su página MySpace. La banda también reveló en su sitio oficial que estaban lanzando una versión de lujo de Pretty. Odd. junto con una versión alterna artísticamente. iTunes hizo estas ediciones disponibles para pre-orden el 29 de enero del 2008. 
El 10 de febrero, el video de "Nine in the Afternoon" fue mostrado por primera vez en mtv.com. El día en que se lanzó, Panic At The Disco se puso a trabajar para hacer el video de That Green Gentleman (Things Have Changed).
El 23 de febrero, Panic at the Disco fueron anfitriones en un evento privado con los miembros del club de fanes en The Fillmore New York at Irving Plaza en Nueva York. La banda mantuvo una sesión Q&A con los fanáticos y con aquellos deseando escuchar las primeras tres canciones: "She's a Handsome Woman", "That Green Gentleman" y "Mad as Rabbits". 
El 6 de marzo, fue anunciado que Pretty. Odd. estaría en The Leak de MTV/VH1 el 18 de marzo. Cortos tonos con previsualizaciones de las canciones se escaparon accidentalmente por un momento en el US Cellular webpage.
El 11 de marzo, un avance para el video de "Mad as Rabbits" fue colocado en el canal de Fueled by Ramen en YouTube, haciéndolo un sencillo digital desde el momento en que sólo estará disponible a través de iTunes. También incluye al guitarrista principal Ryan Ross compartiendo vocalizaciones con el vocalista principal Brendon Urie. Ross también pone vocalizaciones en "Behind the Sea". Adicionalmente, cada miembro de la banda ha grabado su voz para la producción.
El 18 de marzo, el álbum, en su totalidad, fue mostrado para ser escuchado en The Leak de MTV/VH1.
El 22 de marzo, el álbum estuvo disponible para aquellos que lo habían pre-ordenado, y para la gente que tiene a la banda en su página de Mis Alertas. El álbum no fue disponible de otra manera regularmente, pero mostraba una opción de pre-orden. La fecha de lanzamiento aún mostraba 25 de marzo de 2008 en iTunes.
La versión importada japonesa incluye una pista bono, que también será lanzado en Australia y en Estados Unidos para promocionar al álbum.
El 30 de marzo, el álbum llegó al #2 en la lista de éxitos de Reino Unido.

## Lista de canciones
| N.º   | Título                                        | Duración |  |
| 1.    | «We're So Starving»                           | 1:21     |  |
| 2.    | «Nine In the Afternoon»                       | 3:11     |  |
| 3.    | «She's a Handsome Woman»                      | 3:12     |  |
| 4.    | «Do You Know What I'm Seeing?»                | 4:14     |  |
| 5.    | «That Green Gentleman (Things Have Changed)»  | 3:15     |  |
| 6.    | «I Have Friends In Holy Spaces»               | 1:56     |  |
| 7.    | «Northern Downpour»                           | 4:07     |  |
| 8.    | «When the Day Met the Night»                  | 4:53     |  |
| 9.    | «Pas de Cheval»                               | 2:39     |  |
| 10.   | «The Piano Knows Something I Don't Know»      | 3:44     |  |
| 11.   | «Behind the Sea»                              | 3:33     |  |
| 12.   | «Folkin' Around»                              | 1:55     |  |
| 13.   | «She Had the World»                           | 3:47     |  |
| 14.   | «From a Mountain In the Middle of the Cabins» | 3:02     |  |
| 15.   | «Mad as Rabbits»                              | 3:48     |  |
| 48:46 |                                               |          |  |

## Créditos
- Brendon Urie: vocalista, guitarra rítmica, bajo
- Ryan Ross: guitarra solista, vocalista
- Jon Walker: bajo, guitarra rítmica, coros
- Spencer Smith: batería, percusión